# Liberálně unionistická strana
Liberálně unionistická strana byla britská politická strana, která vznikla rozdělením Liberální strany roku 1886. Pod vedením Spencera Cavendishe a Josepha Chamberlaina vytvořilo toto politické uskupení alianci s Konzervativní stranou, aby zabránili vytvoření samosprávy Irska. Roku 1895 vytvořily tyto strany koaliční vládu, ale ponechaly si oddělenou organizační strukturu až do května 1912, kdy došlo k jejich sloučení.
Základem vzniku této strany byl příklon Williama Gladstoneho na stranu myšlenky ustanovit v Irsku samosprávu (Irish Home Rule). Výsledky voleb roku 1885 způsobily, že irští radikálové se stali jazýčkem na britské politické scéně a přesvědčili Gladstoneho, že Irové chtějí vytvořit vlastní samosprávu. Někteří liberálové věřili, že návrh zákona o irské samosprávě by vedl de facto k irské nezávislosti a rozkladu Spojeného království Velké Británie a Irska. Jako ochránci unie Británie a Irska se začali nazývat unionisté, i když nebyli přesvědčení, že toto rozdělení bude trvalé.
Hlavní část unionistů pocházela z whigovského křídla liberálů. Na počátku roku vytvořili Komisi pro zachování unie a v té době se k nim připojili i Chamberlain a John Bright. Postupné byla vytvořena liberálně unionistická rada, která položila základy pro vznik Liberálně unionistické straně.